# I Just Wanna Live
«I Just Wanna Live» es el segundo sencillo del tercer álbum de estudio de Good Charlotte, The Chronicles of Life and Death.

## Listado
1. «I Just Wanna» Live–2:47
2. «S.O.S.» (live from Sessions@AOL)–3:31
3. «The World Is Black» (en vivo en Sessions@AOL)–3:15
4. «I Just Wanna» Live (video)–3:16

## Certificaciones
| País      | Ventas  | Certificaciones |
| --------- | ------- | --------------- |
| Australia | 35 000  | Oro             |
| EUA       | 500 000 | Oro             |

## Posicionamiento
| Lista (2005)         | Posición |
| -------------------- | -------- |
| ARIA Singles Chart   | 12       |
| Austrian Top 75      | 15       |
| Dutch Top 40         | 9        |
| German Top 100       | 19       |
| Irish Top 50         | 15       |
| New Zealand Top 40   | 6        |
| Swedish Top 60       | 27       |
| Swiss Top 100        | 21       |
| UK Top 75            | 9        |
| US Billboard Hot 100 | 51       |